# Fünfpunktiger Spargelkäfer

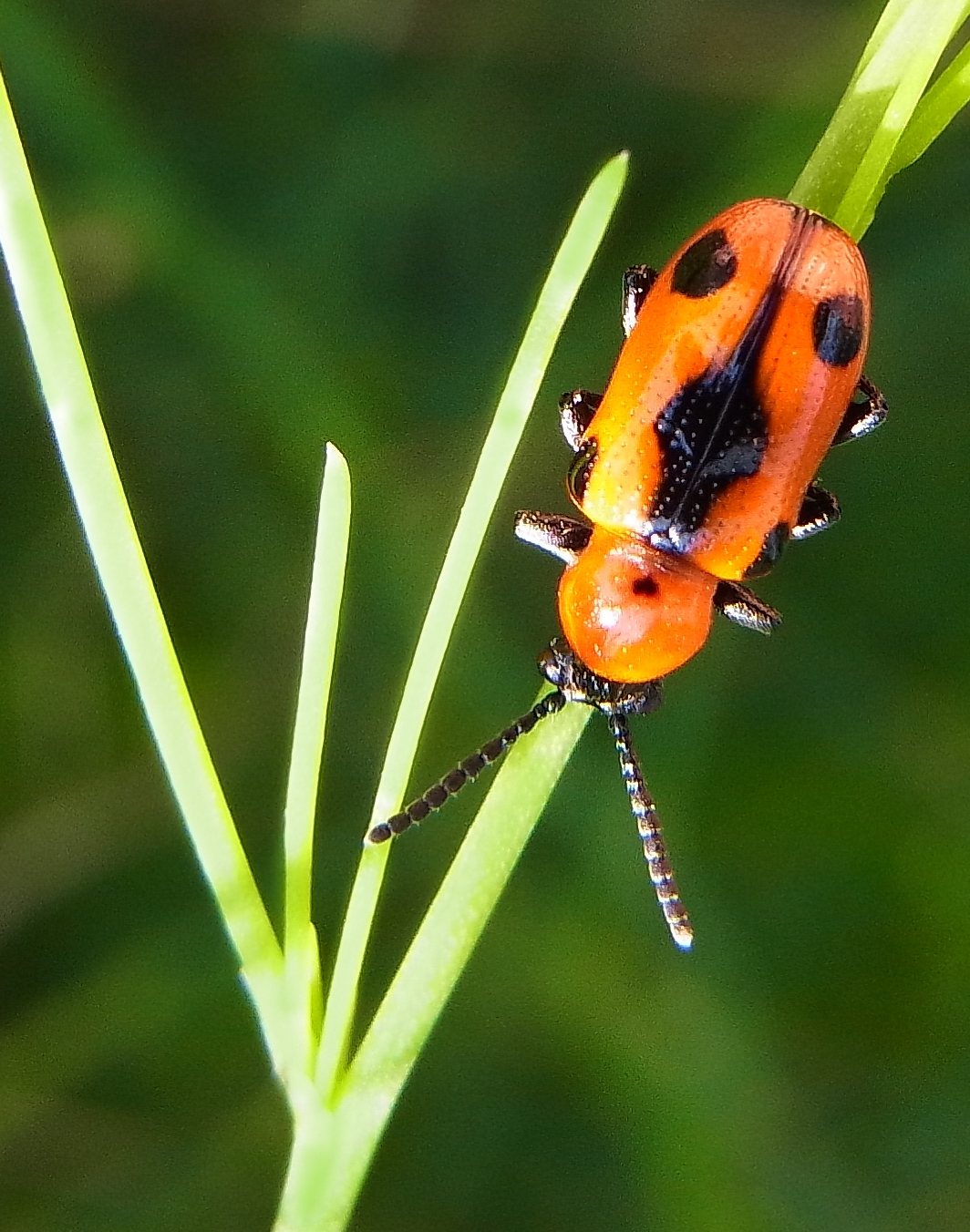
Abb. 1: Aufsicht

Der Fünfpunktige Spargelkäfer (Crioceris quinquepunctata) ist ein Käfer aus der Familie der Blattkäfer (Chrysomelidae) und der Unterfamilie der Criocerinae. Von den sieben europäischen Arten der Gattung Crioceris kommen vier in Mitteleuropa vor und der Fünfpunktige Spargelkäfer gehört zusammen mit Crioceris duodecimpunctata und Crioceris quatuordecimpunctata zu den drei roten Arten mit schwarzen Flecken.
Der Gattungsname Crioceris ist von altgr.  κριός  „kriós“ für „Widder“  und  κέρας  „kéras“ für „Horn“ abgeleitet. Der Artname quinquepunctata (lat.) bedeutet „mit fünf Punkten“. In der Regel befinden sich auf der Seite jeder Flügeldecke zwei Punkte. Ein großer fünfter Fleck liegt jeweils zur Hälfte in der vorderen Hälfte jeder Flügeldecke. Der Namensteil „Spargel“ bezieht sich auf die Wirtspflanze, der Namensteil „Hähnchen“ spielt auf die Zirptöne an, die die Crioceris-Arten durch Gegeneinanderreiben von gerillten Leisten auf Hinterleibssegment und Flügeldeckenunterseite hervorrufen können.

## Merkmale des Käfers
Der Käfer hat eine Länge von fünf bis sechs Millimeter. Kopf und Halsschild sind etwa gleich breit und deutlich schmäler als die annähernd parallelen Flügeldecken. Im Vergleich mit den anderen Crioceris-Arten variiert die Zeichnung des schwarz-roten Tieres wenig.
Der schwarze Kopf ist vorgestreckt, die gewölbte Stirn hat eine tiefe Mittelfurche. Die Mundwerkzeuge zeigen schräg nach unten. Die Mandibeln sind einfach zugespitzt. Die mattschwarzen elfgliedrigen Fühler sind schnurförmig, die einzelnen Glieder gegeneinander abgesetzt. Sie sind vor den vorgewölbten Augen eingelenkt, ihr Abstand an der Basis jedoch kleiner als der Abstand der Augen. Die Fühler sind kürzer als die halbe Körperlänge.
Der Halsschild ist überall abgerundet und hat keine Seitenrandkante. Er trägt gewöhnlich keine Makel, kann aber nahe der Basis einen mehr oder weniger punktförmigen Fleck aufweisen.
Die Flügeldecken sind deutlich weniger als doppelt so lang wie gemeinsam breit. Die Seiten verlaufen annähernd parallel, hinten sind die beiden Flügeldecken gemeinsam verrundet. Sie sind gestreift punktiert. Jede Flügeldecke trägt seitlich vorn an der Schulterbeule und hinten vor der Spitze einen Punkt (Makel), wobei die hintere Makel auch in zwei kleine Punkte zerlegt sein kann. Charakteristisch ist die Schwärzung der Flügeldeckennaht, die sich vor der Mitte zu einem großen schwarzen Fleck sehr variabler Form erweitert. Der schwarze Streifen entlang der Flügeldeckennaht ist hinter diesem Fleck schmal (nur bis zum ersten Punktstreifen), vor der Fleck mehr als doppelt so breit. Das Schildchen ist ebenfalls schwarz.
Die kurzen Beine sind  schwarz. Die Tarsen sind alle viergliedrig. Das vorletzte Tarsenglied ist gelappt. Die ungezähnten Klauen sind an der Basis nicht miteinander verwachsen, sondern entspringen getrennt am Tarsenglied.

## Biologie
Die Käfer sind von April bis Juni auf Gemüsespargel zu finden, wo sich auch die Larven (Abb. 2) entwickeln. Entsprechend ihrer Wirtspflanze kommt die Art an warmen, sonnigen und trockenen Stellen vor.

## Verbreitung
Die Art ist in Südosteuropa verbreitet. In Mitteleuropa erreicht sie im Norden Österreich und Bayern. Das Verbreitungsgebiet liegt innerhalb dessen von Crioceris quatuordecimpunctata. Nach Westen erreicht die Art ebenfalls Frankreich, nach Osten breitet sie sich jedoch nicht nach Asien aus. In Deutschland ist der Käfer als „vom Aussterben bedroht“ (Kategorie 1) eingestuft.